# Judah & the Lion
Judah & the Lion es una banda estadounidense de rock alternativo y folk proveniente de Nashville, Tennessee que fue fundada en el año 2011. La agrupación está conformada por Judah Akers (voz y guitarra), Brian Macdonald (mandolina y voz) y Nate Zuercher (banjo y voz). Ha publicado hasta la fecha tres álbumes de estudio: Kids These Days de 2014, Folk Hop n' Roll de 2016 y Pep Talks de 2019.

## Músicos
Actuales
- Judah Akers – guitarra, voz
- Brian Macdonald – mandolina, voz
- Nate Zuercher – banjo, voz

Anteriores
- Spencer Cross – batería

## Discografía

### Álbumes
| Título           | Detalles                                                              | Posición en listas | Posición en listas | Posición en listas | Posición en listas |
| Título           | Detalles                                                              | EE. UU.            | EE.UU. Folk        | EE.UU. Heat        | EE.UU. Alt         |
| ---------------- | --------------------------------------------------------------------- | ------------------ | ------------------ | ------------------ | ------------------ |
| Kids These Days  | - Lanzamiento: 9 de septiembre de 2014 - Discográfica: Good Time Inc. | 102                | 4                  | 2                  | —                  |
| Folk Hop n' Roll | - Lanzamiento: 4 de marzo de 2016 - Discográfica: Cletus the Van      | —                  | 7                  | 2                  | 4                  |
| Pep Talks        | - Lanzamiento: 3 de mayo de 2019 - Discográfica: Cletus the Van       | 18                 | —                  | —                  | 3                  |

### EP
| Título          | Detalles                                                            | Posición en las listas | Posición en las listas | Posición en las listas |
| Título          | Detalles                                                            | EE.UU. Blue            | EE.UU. Folk            | EE.UU. Heat            |
| --------------- | ------------------------------------------------------------------- | ---------------------- | ---------------------- | ---------------------- |
| Sweet Tennessee | - Lanzamiento: 16 de abril de 2013 - Discográfica: Judah & the Lion | 2                      | 15                     | 9                      |